# Пітер Лелі
Пітер Лелі (англ. Peter Lely 14 вересня, 1618, Вестфалія — 30 листопада, 1680, Лондон, Королівство Англія) — англійський художник XVII ст., голландського походження. Справжнє ім'я Пітер ван дер Фес.

## Голландський період
Народився у місцевості, котра нині належить Вестфалії, Німеччина. В невеликому німецькому місті його батько-голландець перебував на службі офіцером у курфюрста Брандендурзького.
Художнє ремесло опановував у місті Харлем, Голландія, у майстрні художника Пітера де Греббера (бл. 1600 — бл.січня 1653). Батько Пітера сам був художником і співпрацював у майстерні Пітера Пауля Рубенса. Коли батько відбув 1618 року у Антверпен, разом з ним відбув і син Пітер Греббер, що надало можливість знати самого Рубенса і всмоктати спливи фламандського бароко і деякі риси творів численних майстерів рубенсової майстерні. Відблиски впливів антверпенських майстрів були притаманні і творам Пітера де Греббера, а відтак були привабливі до сприйняття їх молодим Пітером ван дер Фесом, котрий стане Пітером Лелі лише у Лондоні. Ранні твори харлемського періоду або не збережені, або ідуть як твори Пітера де Греббера, голови майстерні.
1637 року Пітер ван дер Фес був прийнятий у гільдію св. Луки міста Харлем. Прізвище або псевдонім Лелі нібито прийнято молодиком на знак королівських лілей, що були на рідному будинку батька у місті Гаага, де батько народився.

## Англійський період
Двадцятитрірічний художник-початківець (1641 року) відбув у Лондон. Він приніс з собою відблиски мистецтва фламандського бароко та утрехтських караваджистів. Як і його вчитель, створював у компромісній манері біблійні і міфологічні композиції з впливами фламандських барокових митців і голландських реалістів XVII ст. Стримане бароко новоприбулого художника непогано укладалось у вимоги до мистецтва пихатої англійської аристократії, котра не розділяла бравурної барокової пристрасті фламандців чи італійців, але волала власного звеличення у пишній манері. Цю манеру діяльно підтримав Пітер ван дер Фес (що став Пітером Лелі), котрий вивчав парадні портрети роботи Антоніса ван Дейка. І як послідовник щойно померлого Антоніса ван Дейка виробився у модного портретиста і нащадка його компліментарної манери.
Серед перших покровителів художника — лорд Нортамберленд.

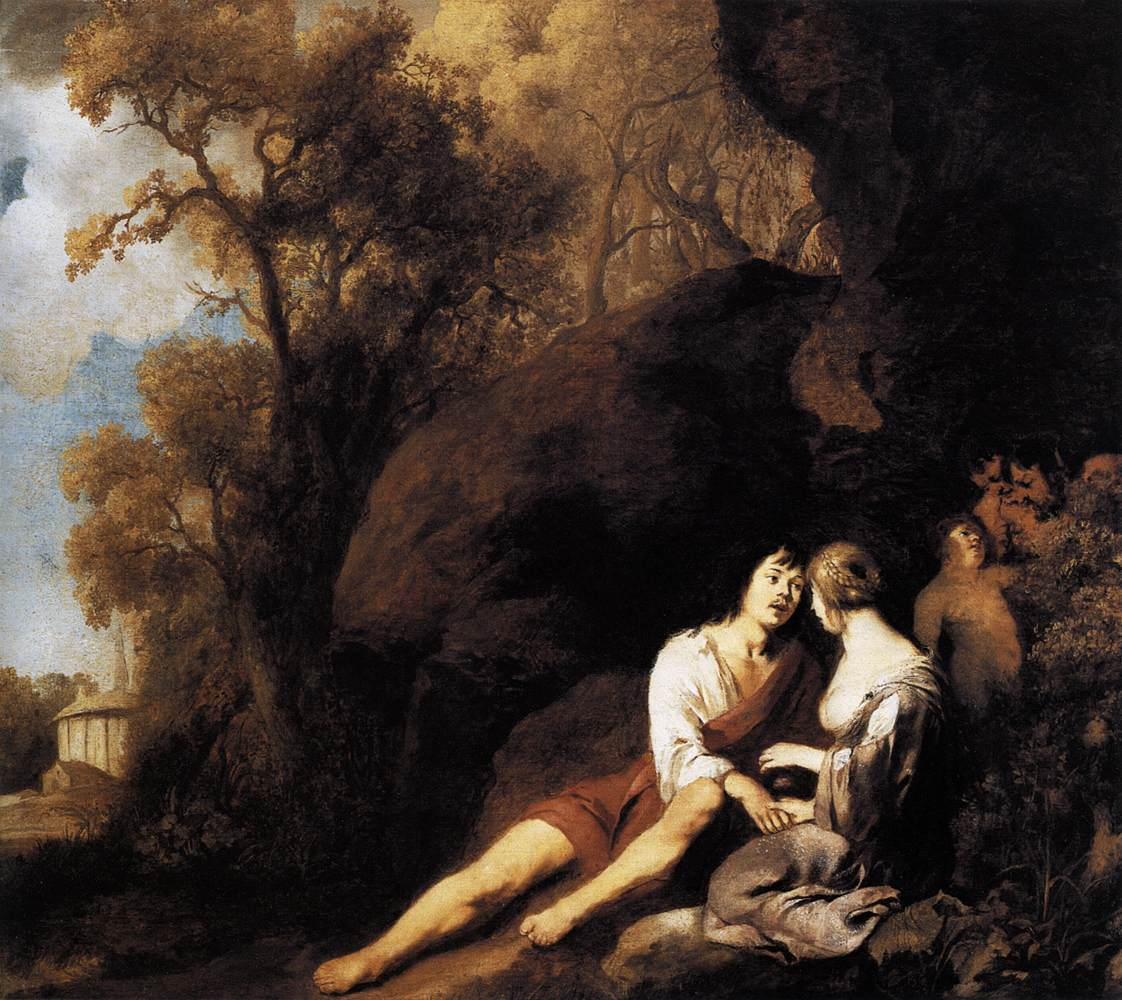
«Коханці у пейзажі»,бл. 1640 р., Музей красних мистецтв (Валансьєн)
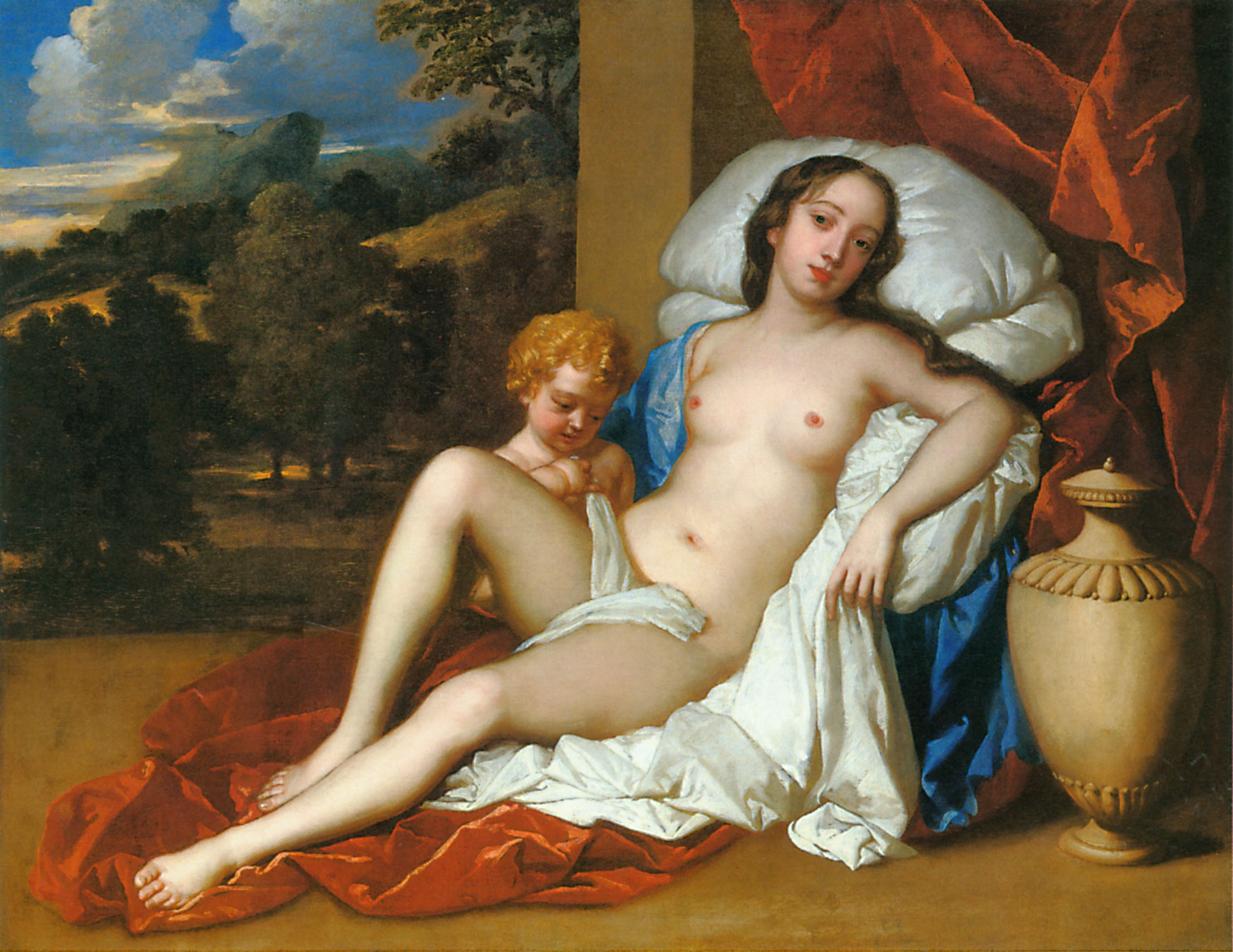
«Венера і Амур»
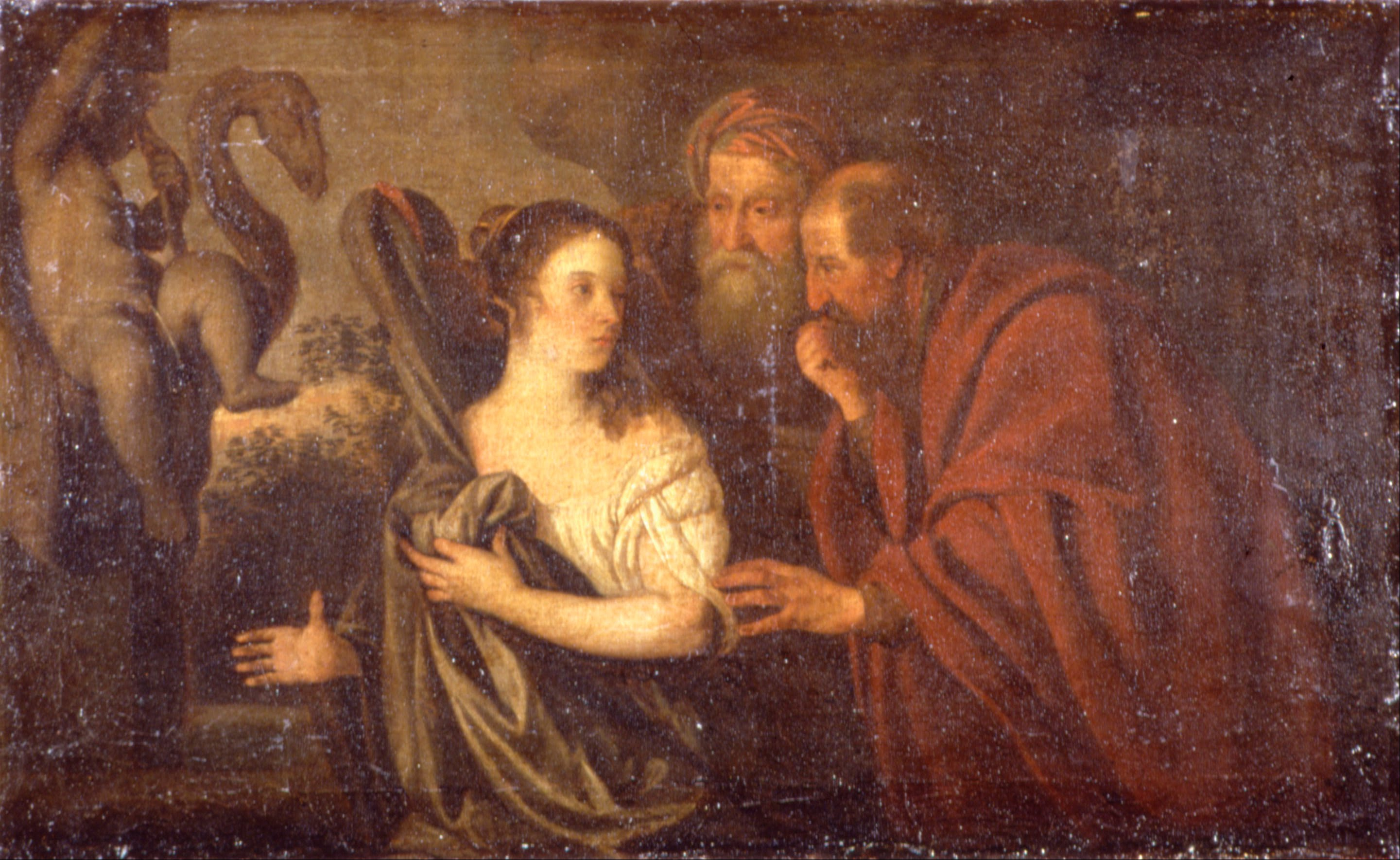
«Сусанна і старі», бл. 1650 р., картинна галерея Далвіча

## Популяризація техніки меццо-тінто
Перебування у Лондоні перетворилося на постійне місце життя і творчості. Як і Антоніс ван Дейк, він створив майстерню з численними помічниками і учнями. Були розроблені схеми парадних портретів за номерами, що полегшувало помічникам підготовчі роботи до нового портрета. Деяка монотонність портретів на замову зменшувалась різними додатками і деталями — квітами, музичними інструментами, різноманітними сукнями дам, котрі і самі піклувались про пишність і ефектність враження. Поточне виробництво портретів на замову зробило Пітера Лелі одним із найпродуктивніших англійських майстрів XVII ст. і по смерті художника залишилась велика кількість робіт його і його помічників. По смерті художника помічники також закінчували незавершені картини і портрети і знову пускали їх у продаж.
Аби збільшити рекламу власної майстерні, Пітер Лелі почав використовувати техніку меццо-тінто, що надавала можливість у чорно-білій гравюрі передавати художні ефекти портретів його роботи. З цією метою він запросив у Лондон голландських майстрів меццо-тінто. Відтоді техніка меццо-тінто отримала поширення і у Королівстві Англія.

## Серія портретів Віндзорські красуні
Декоративне сприйняття живих жінок сприяло появі серії портретів красунь на англійський смак. Це десять портретів молодих панянок, що прислужували або створювали привабливе оточення при королівському дворі. Назва серії утворена від королівського замку Віндзор, де портрети прикрасили палацові стіни. Згодом портрети передали у палац Хемптон Корт.
Замову на створення портретів власних подруг і знайомих аристократок надала принцеса Йоркська, Анна Хайд.

## Галерея— Віндзорські красуні

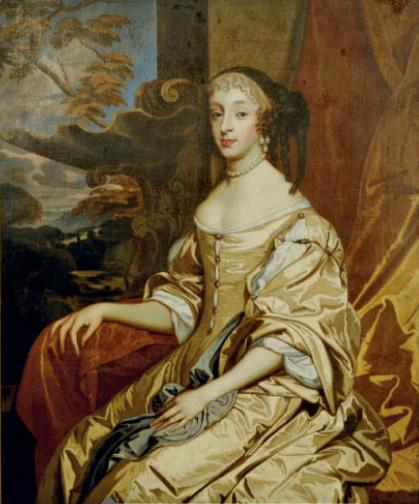
«Генріета Англійська, принцеса Орлеанська», 1662 р.
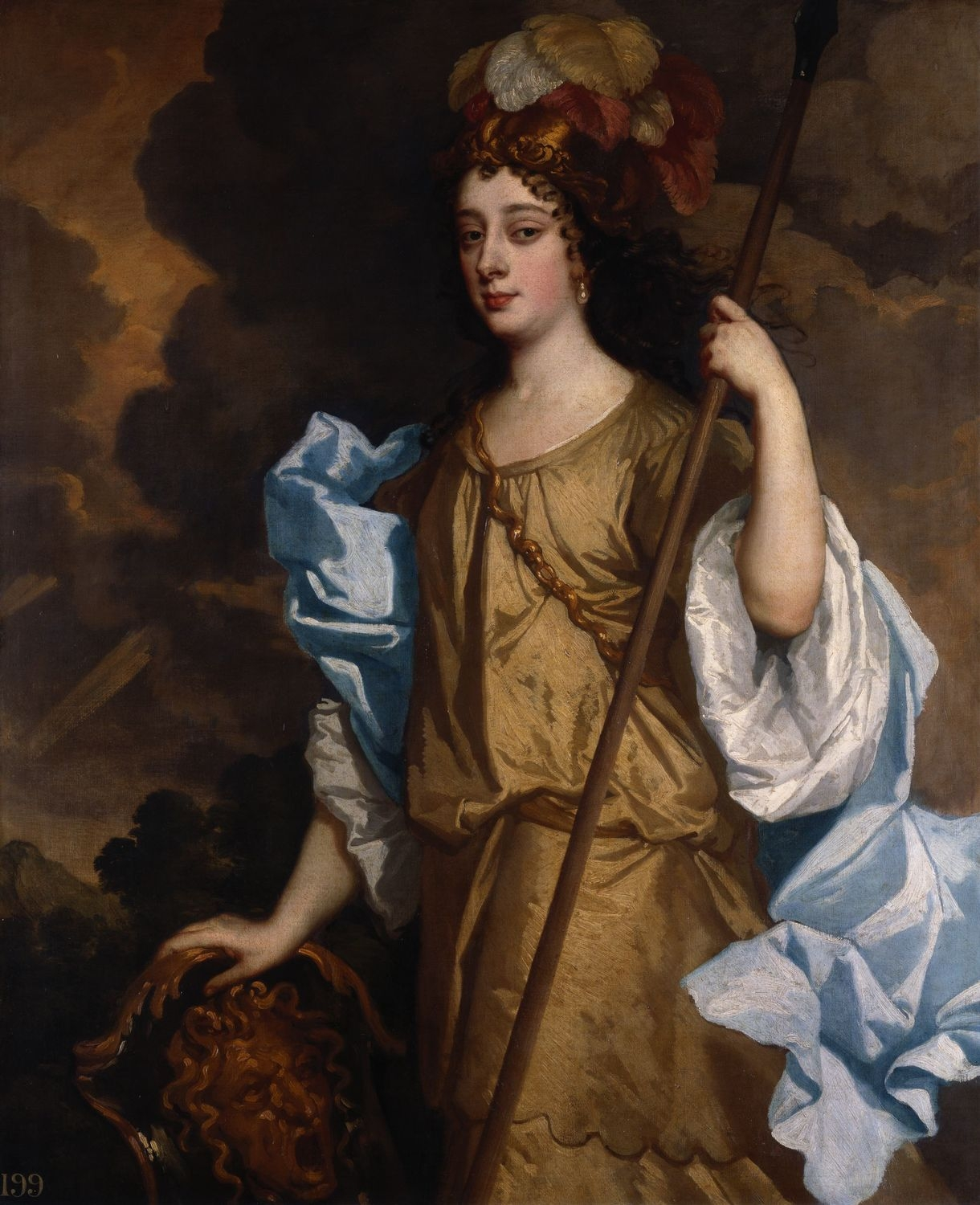
«Барбара Віллерс як Мінерва», бл. 1662 р.
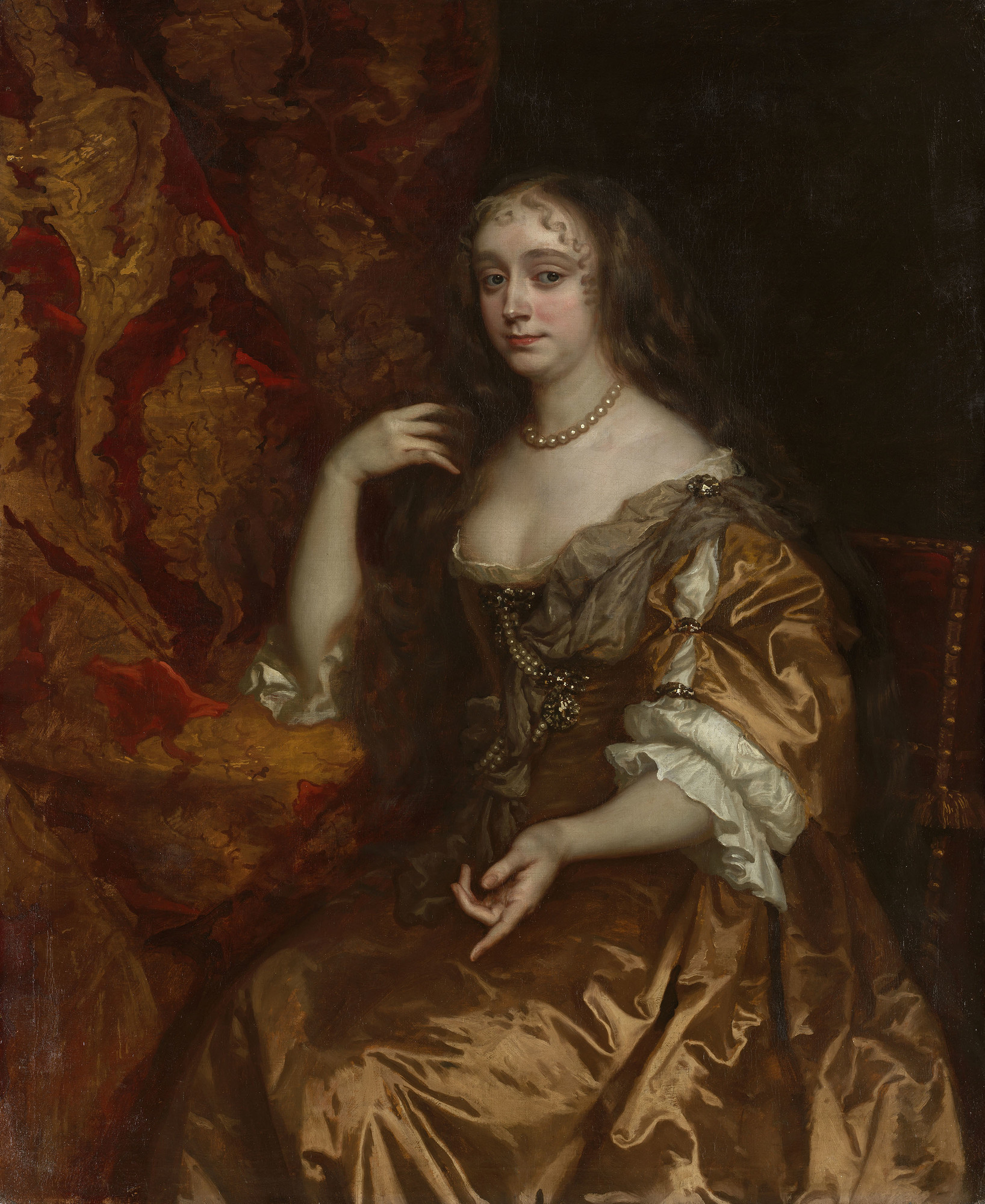
«Анна Хайд, принцеса Йоркська», бл. 1662 р.
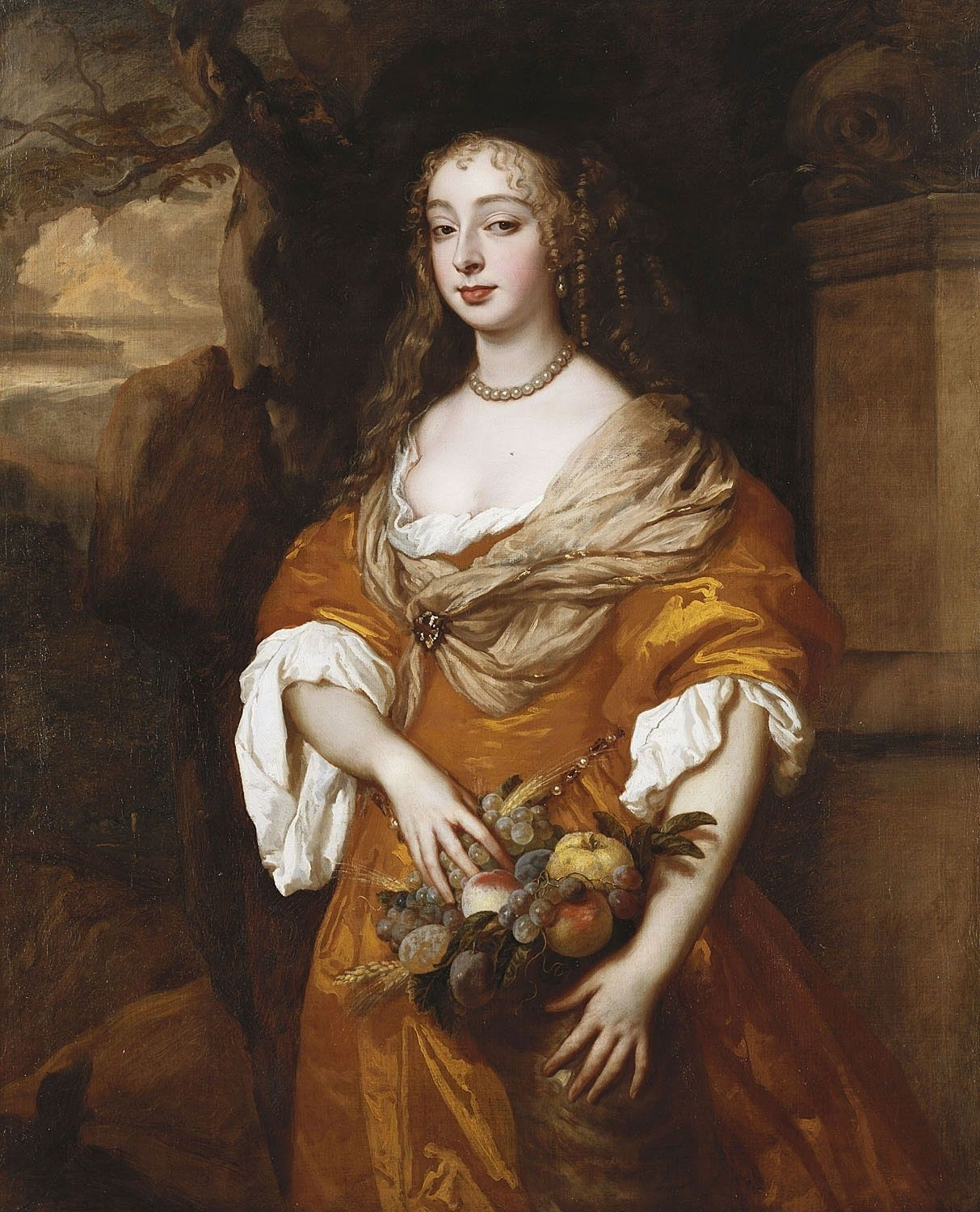
«Джейн Нідхем як Деметра», до 1665 р.
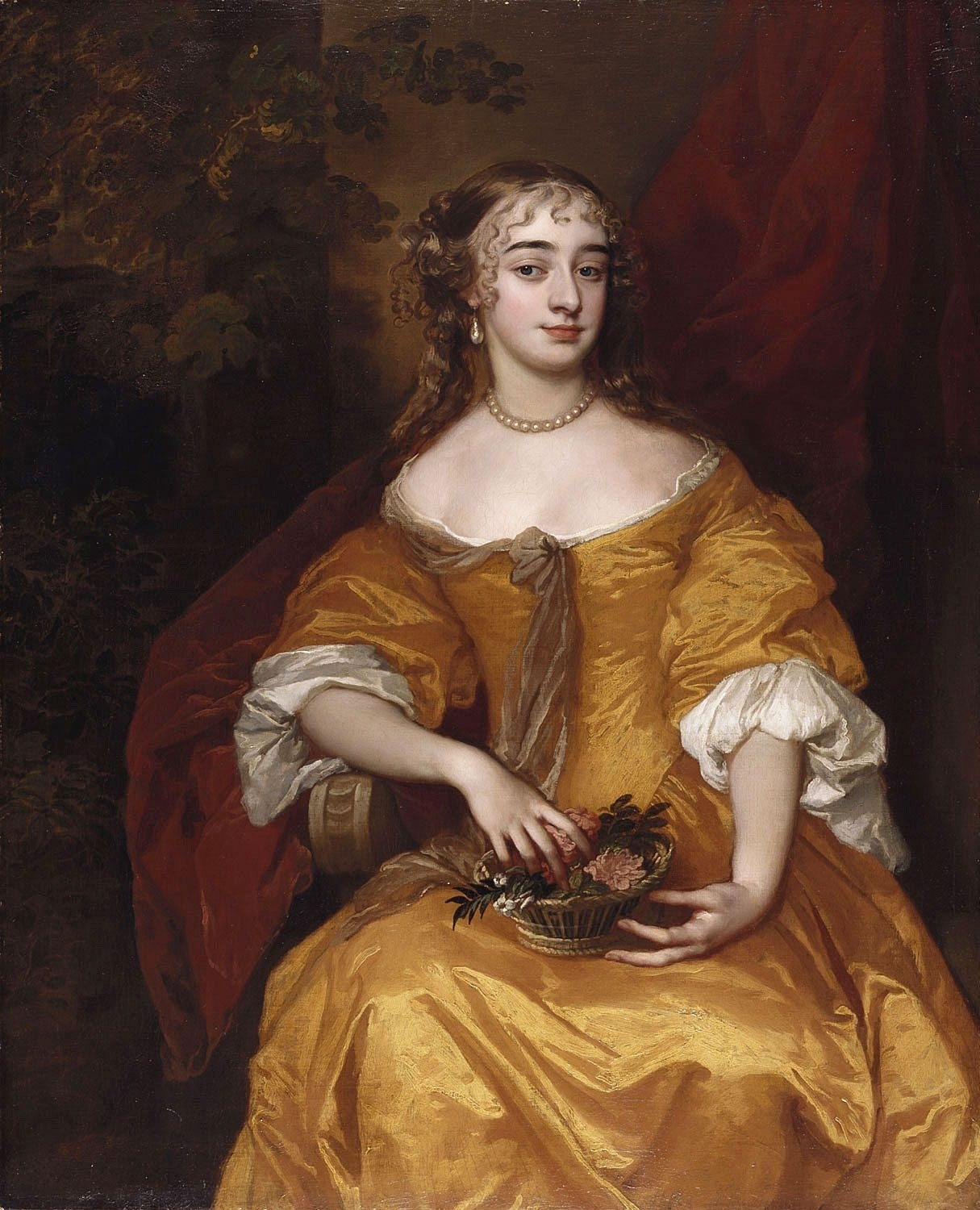
«Маргарет Брук, леді Денхем», бл. 1665 р.
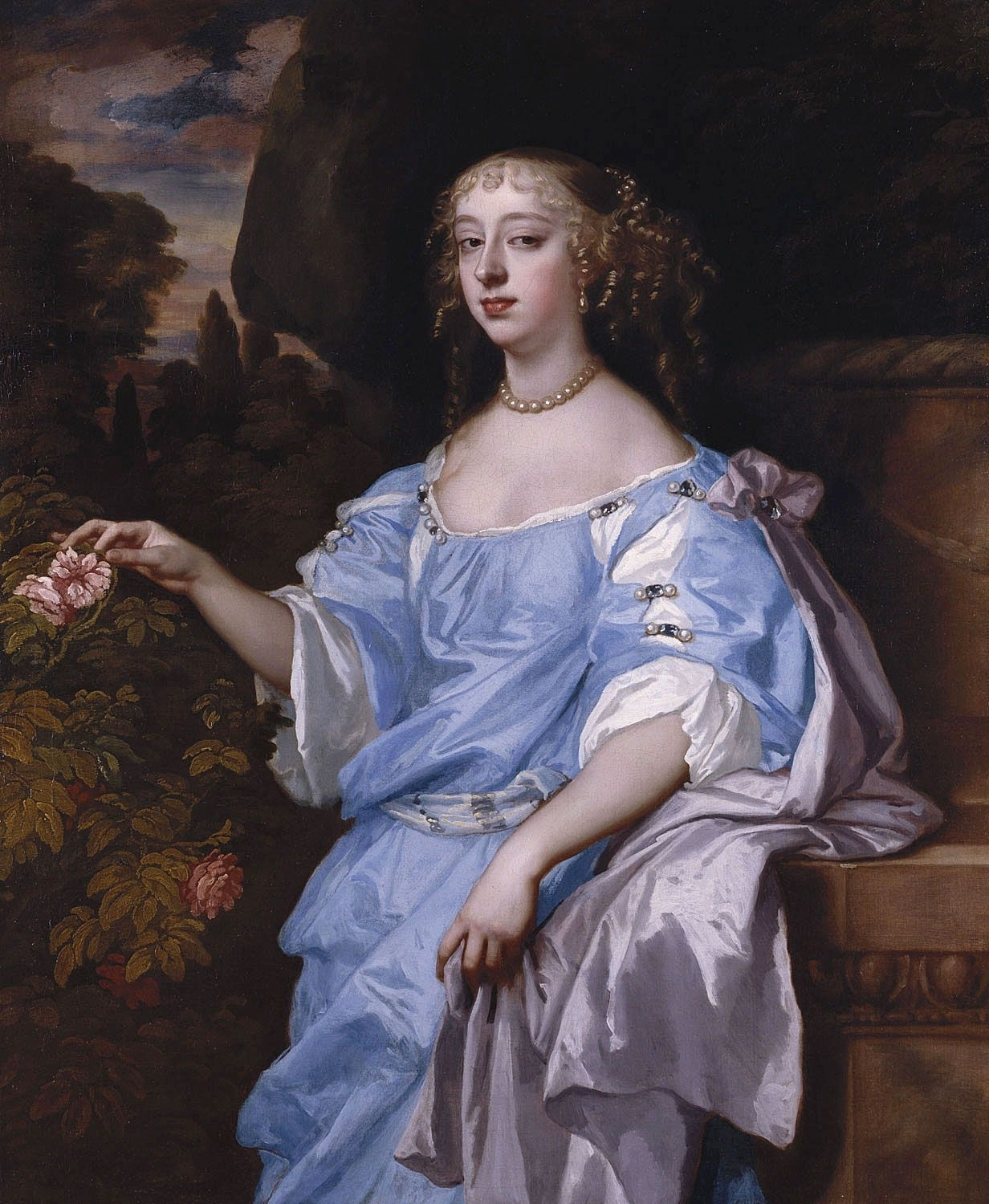
«Генріета Бойл, графиня Рочестер», рідна сестра чоловіка принцеси Йоркської Анни Хайд, 1665 р.
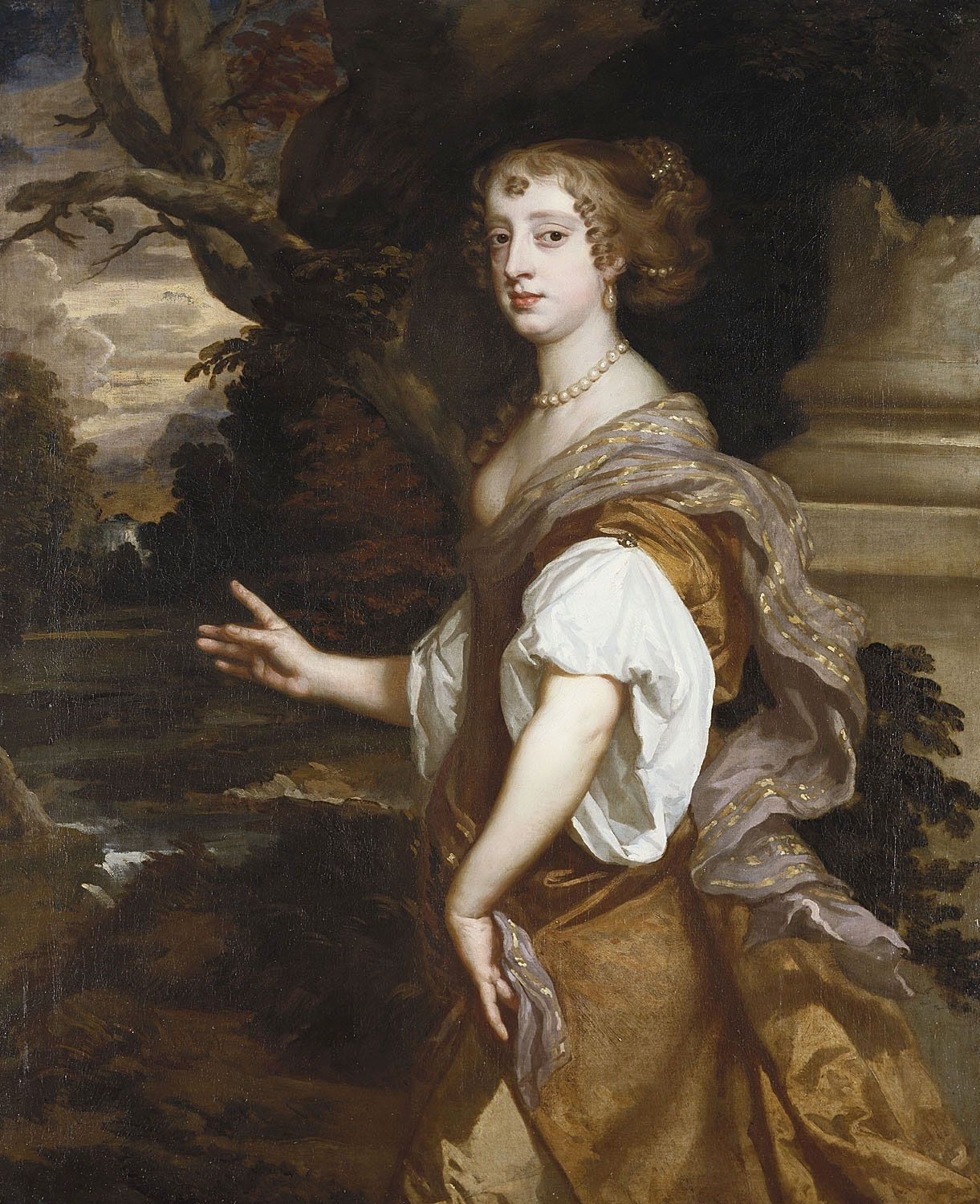
«Елізабет Ріоутслі, пізніше графиня Нортумберленд», бл. 1665 р.
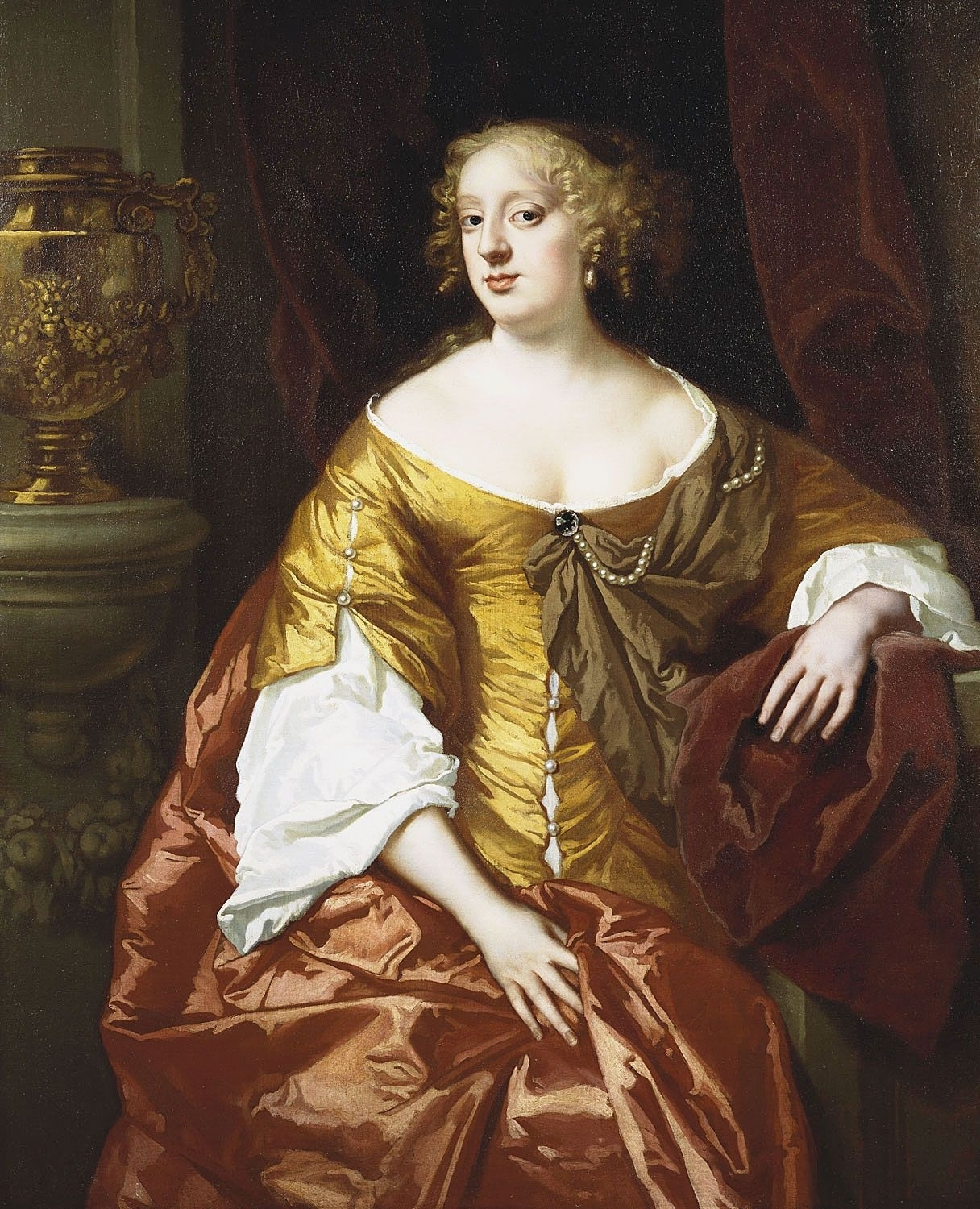
"Анна Дігбі, графиня Сандерленд ", до 1666 р.

## Портрети морських офіцерів

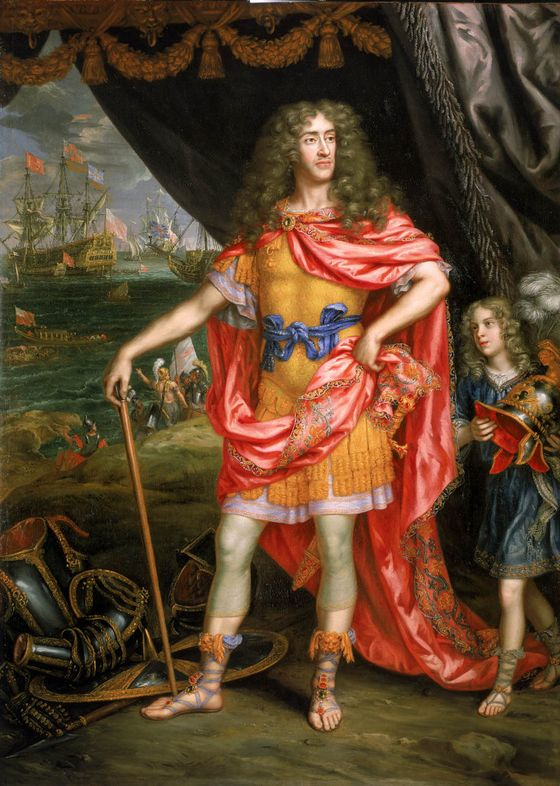
Пітер Лелі. «Принц Джеймс, герцог Йоркський», до 1673 р.

Антиподом серії Віндзорські красуні стануть тринадцять портретів англійських моряків — адміралів і капітанів. Замовником серії був принц Джеймс, герцог Йоркський. Для його колекції і були створені портрети морських офіцерів, що служили під його орудою у битві при Лоустофті 13 червня 1665 р.
Практично всі вони учасники Другої англо-голландської війни (1665—1667 рр). На початок XXI ст. портрети моряків-аристократів передані у Національний морський музей у Гринвічі.

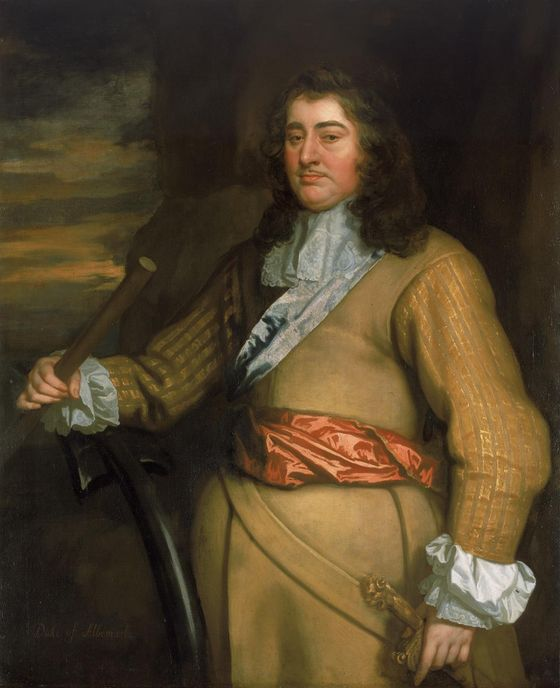
«Джордж Монк, 1-й князь Албемарл», бл. 1666 р.
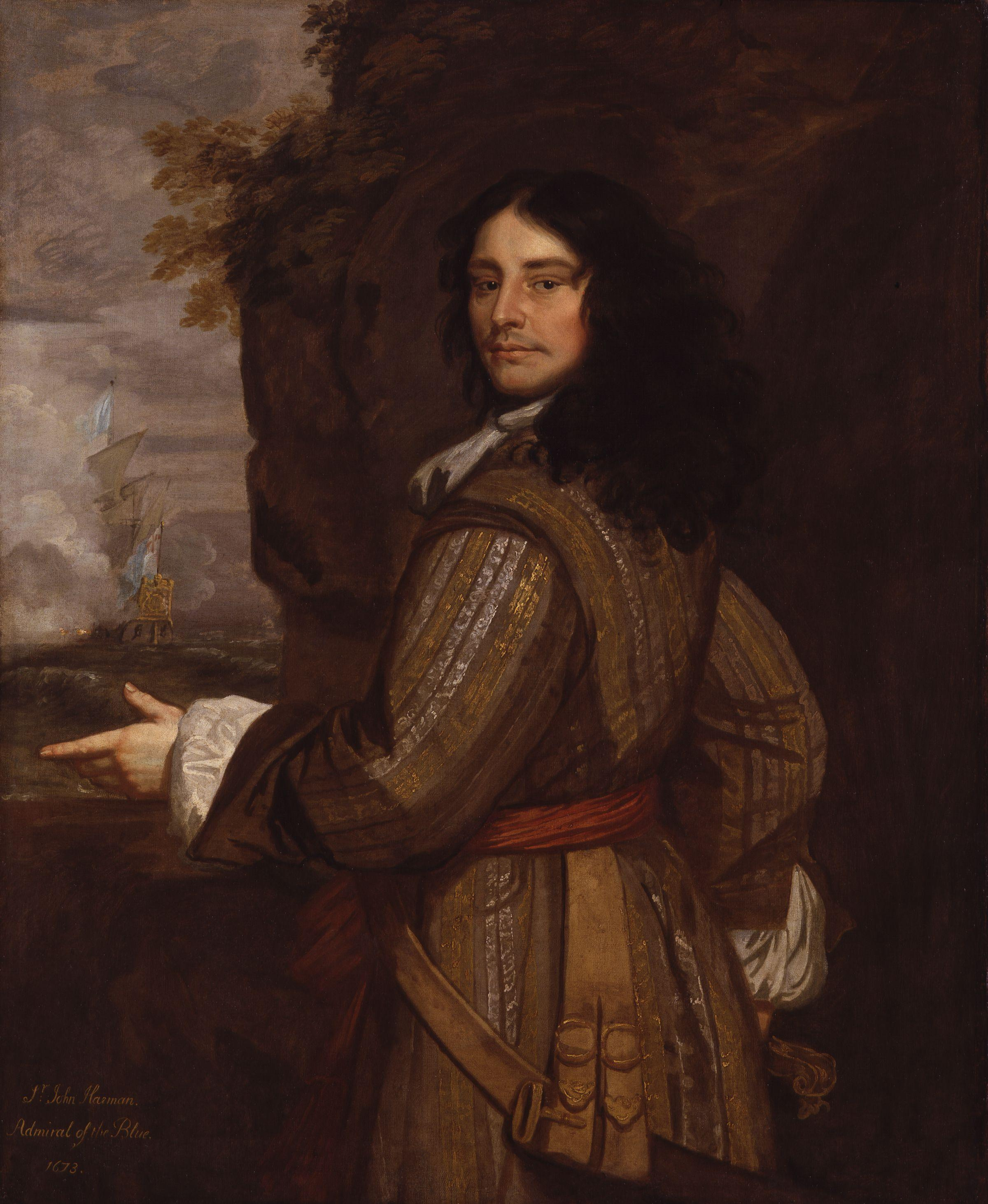
«Сір Джон Харман»
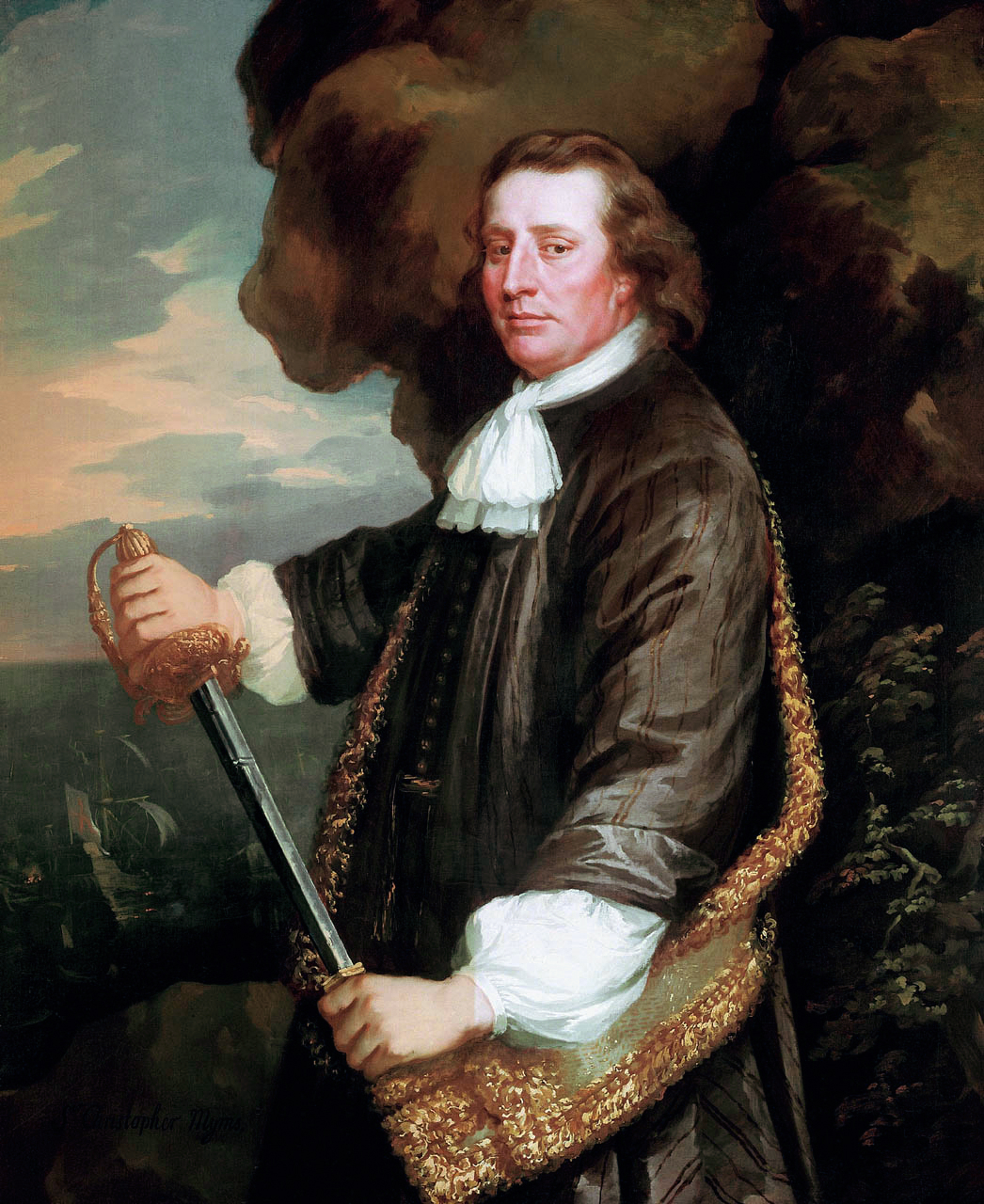
«Віце-адмірал Крістофер Мінгс», бл. 1666 р.
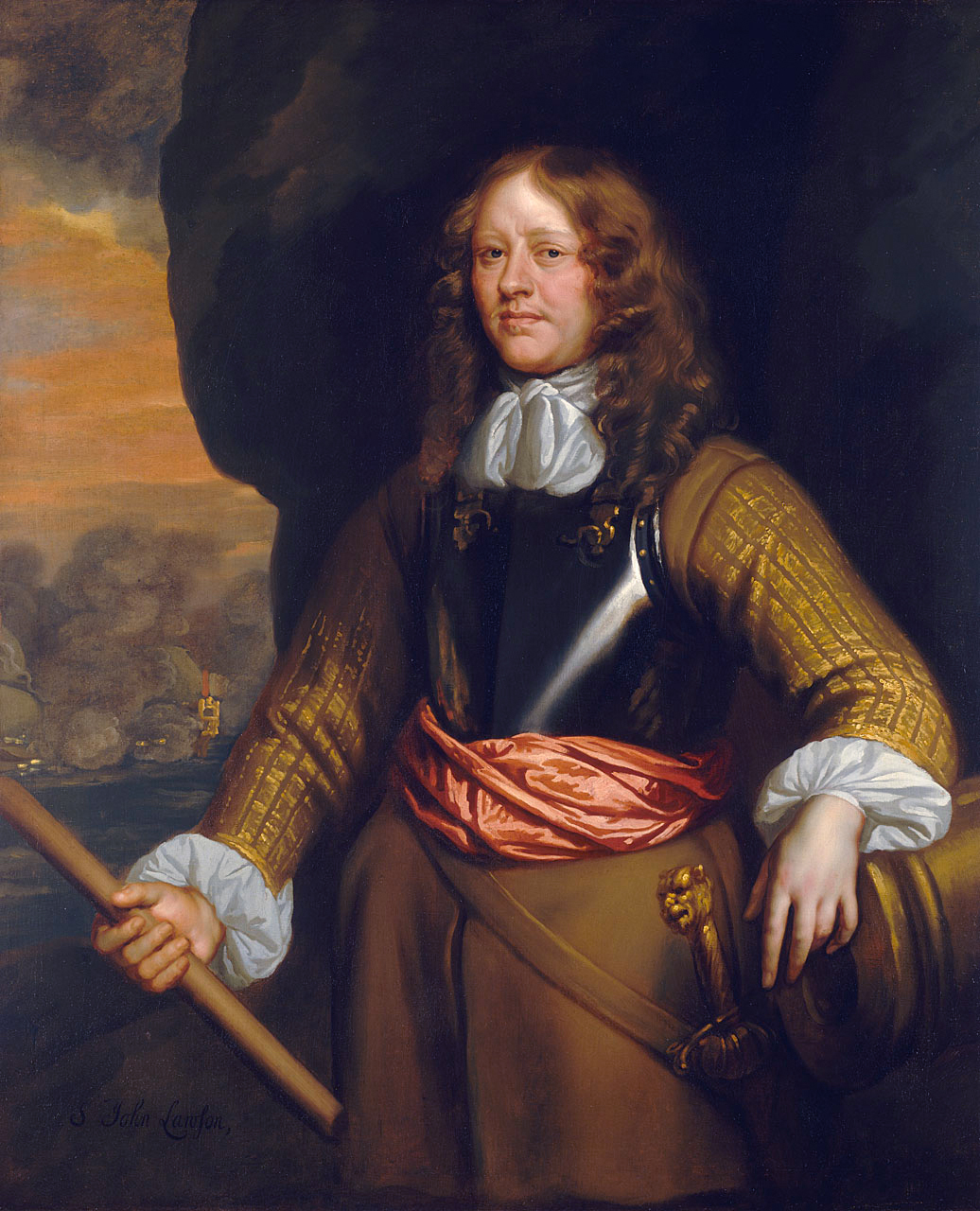
«Адмірал Джон Лоусон»
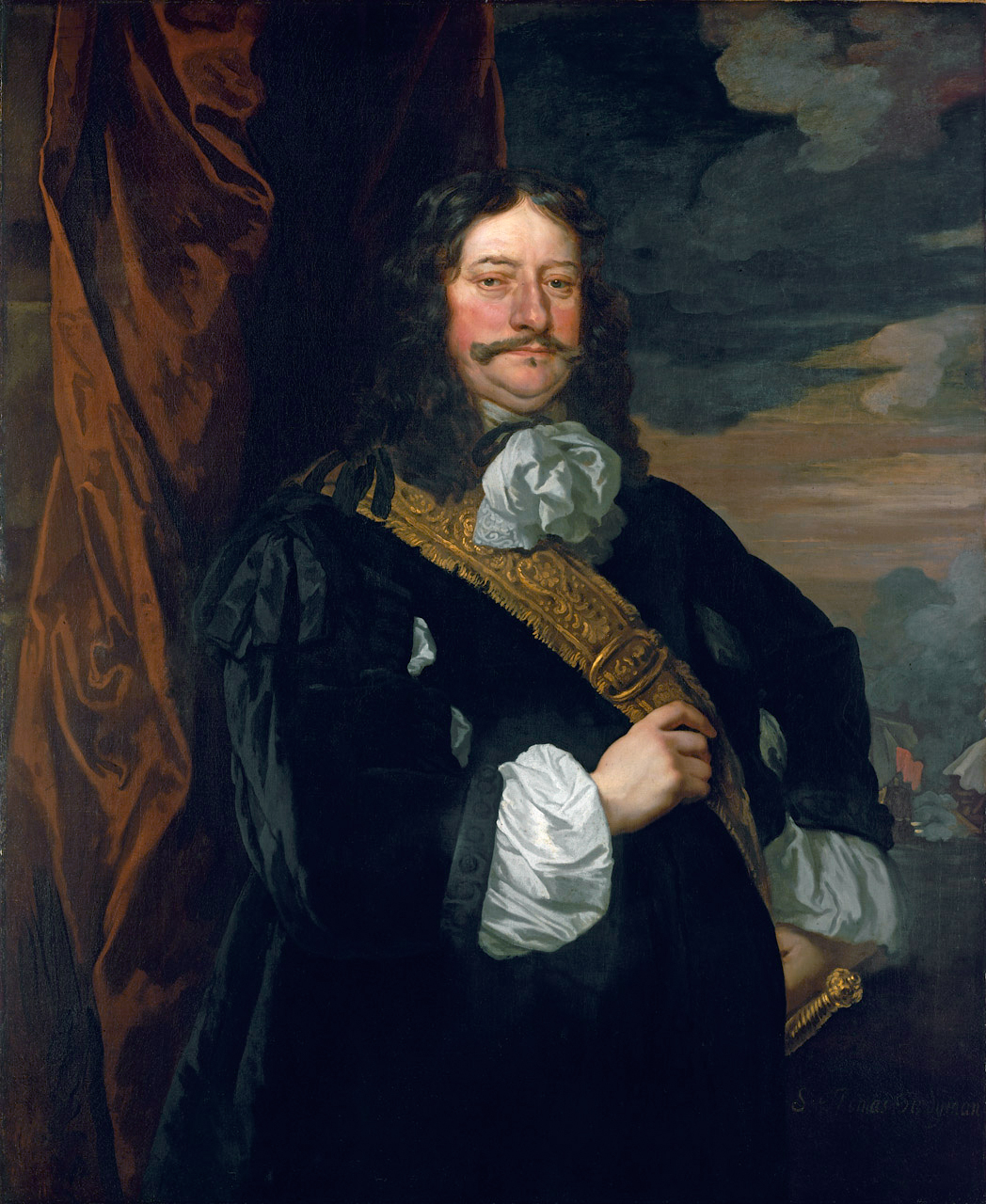
« Адмірал Томас Тідмен»
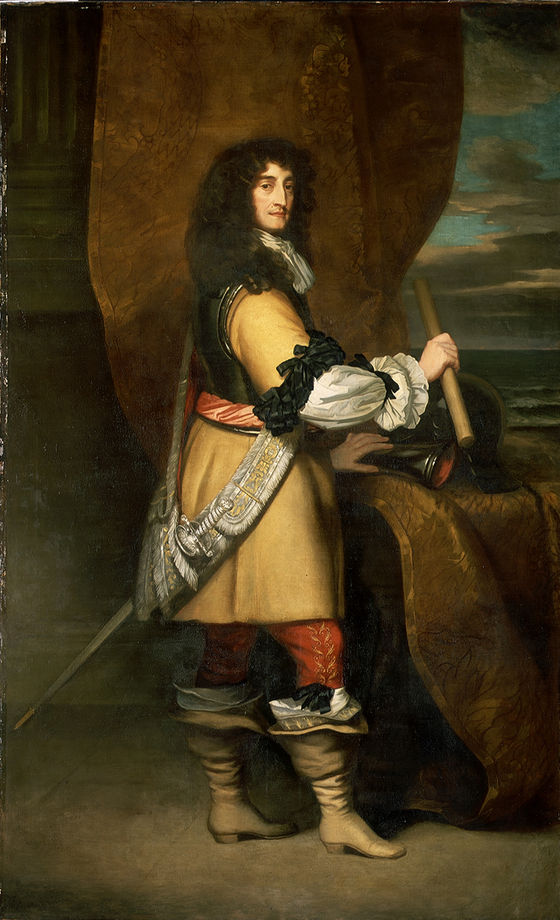
«Принц Руперт Рейнський»

## Мармурова Венера доби еллінізма або Лелі-колекціонер
Статки художника, що розбагатів, дозволили зібрати власну колекцію картин, де були Тиціан, Паоло Веронезе, Пітер Пауль Рубенс, Клод Лоррен тощо. Колекція Пітера Лелі включала також велику колекцію малюнків західноєвропейських майстрів.
Всі мистецькі колекції художника були у роздріб продані по його смерті.
Серед цікавих зразків мистецької колекції художника опинилась і мало пошкоджена мармурова «Венера», римська копія з твору доби еллінізма. Художник перехопив скульптуру на розпродажі королівського зібрання. «Венера» по смерті художника пройшла через нових власників і згодом потрапила до збірок у Британський музей, де експонується і нині.

## Смерть
Пітер Лелі помер у Ковент-Гардені. Його поховали у церкві св. Павла, Ковент-Гарден.

## Галерея творів

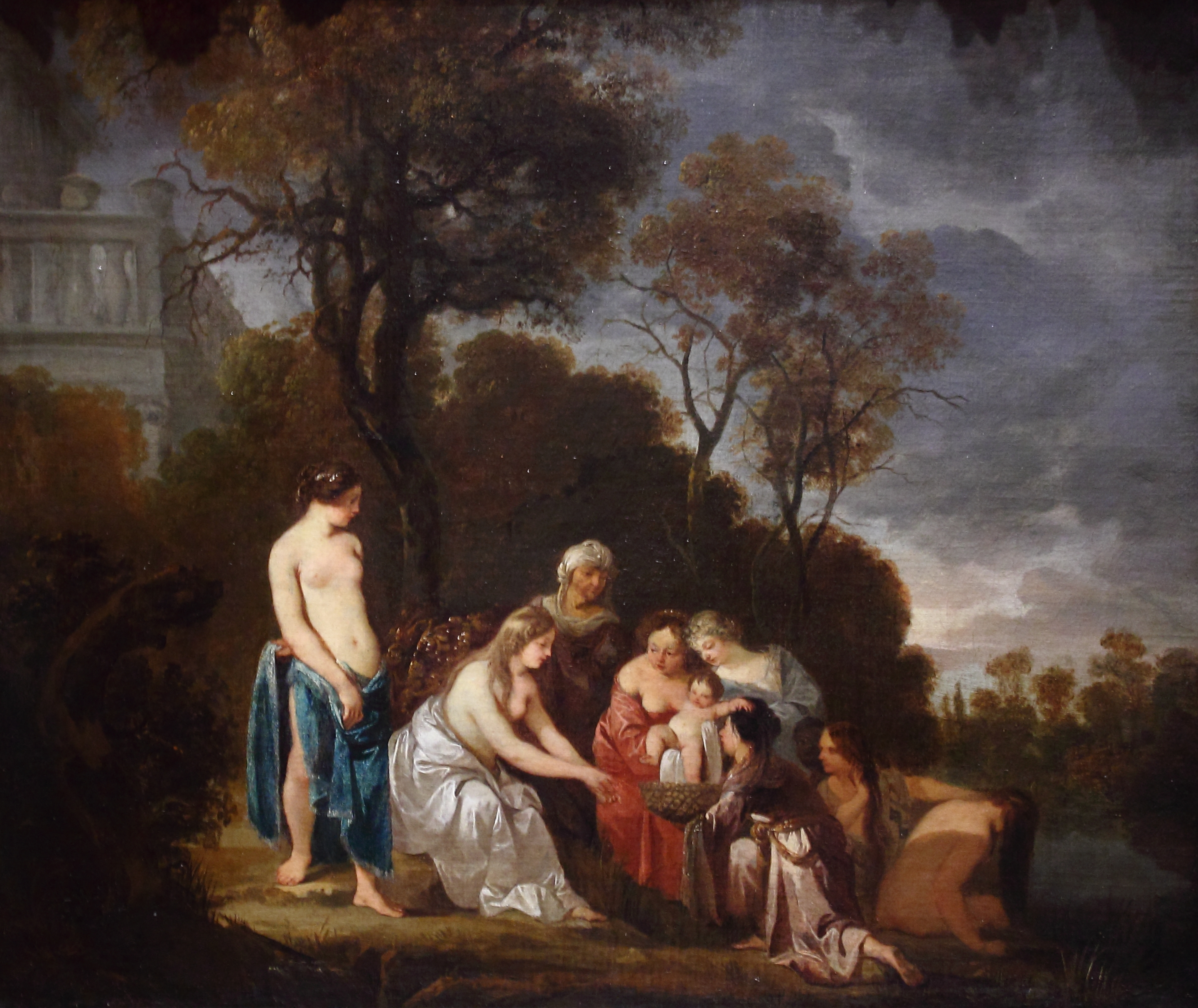
«Знайдення малюка Мойсея донькою фараона», Реннський музей образотворчого мистецтва, Ренн.
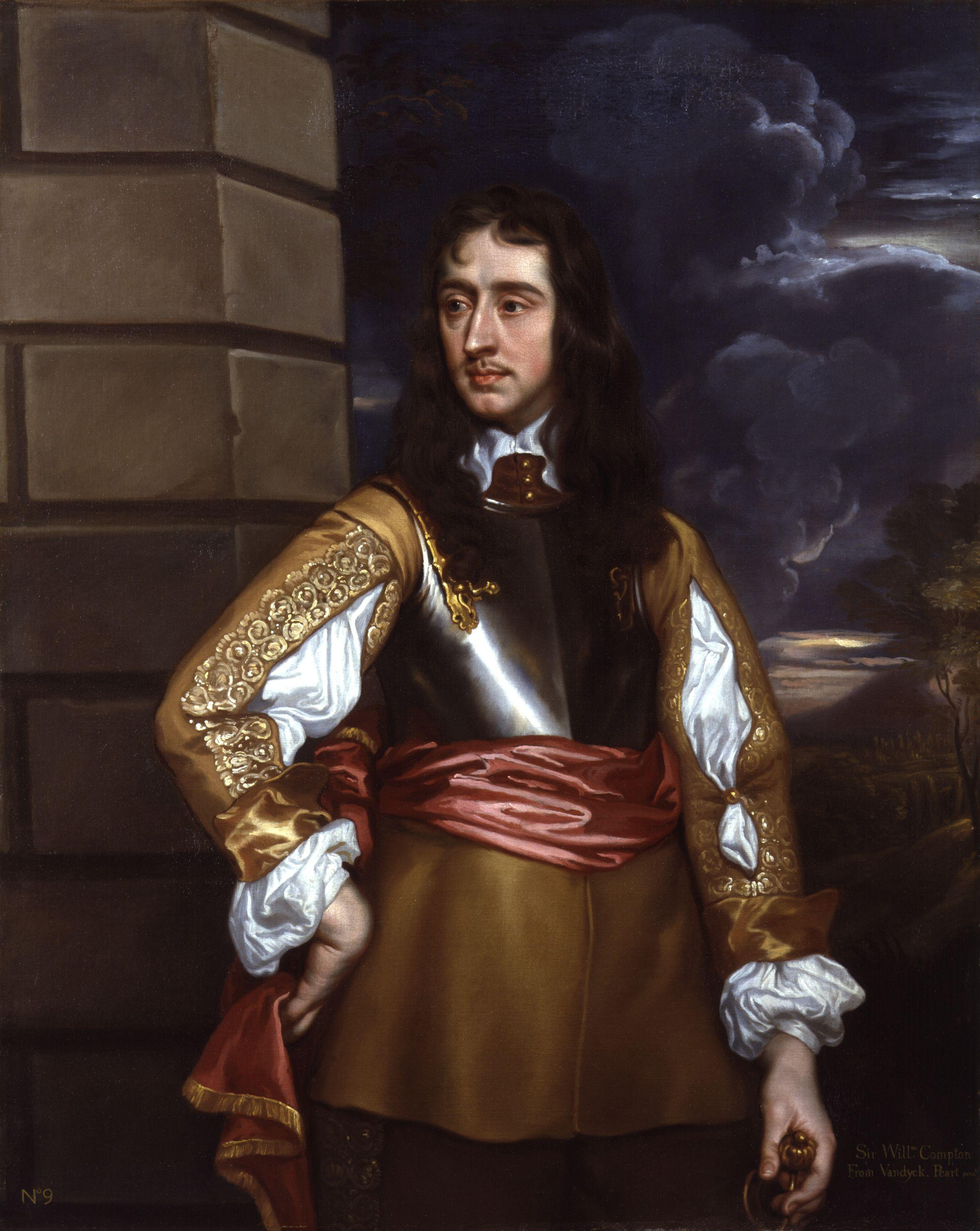
« Сер Вільям Комптон», бл. 1655 р.
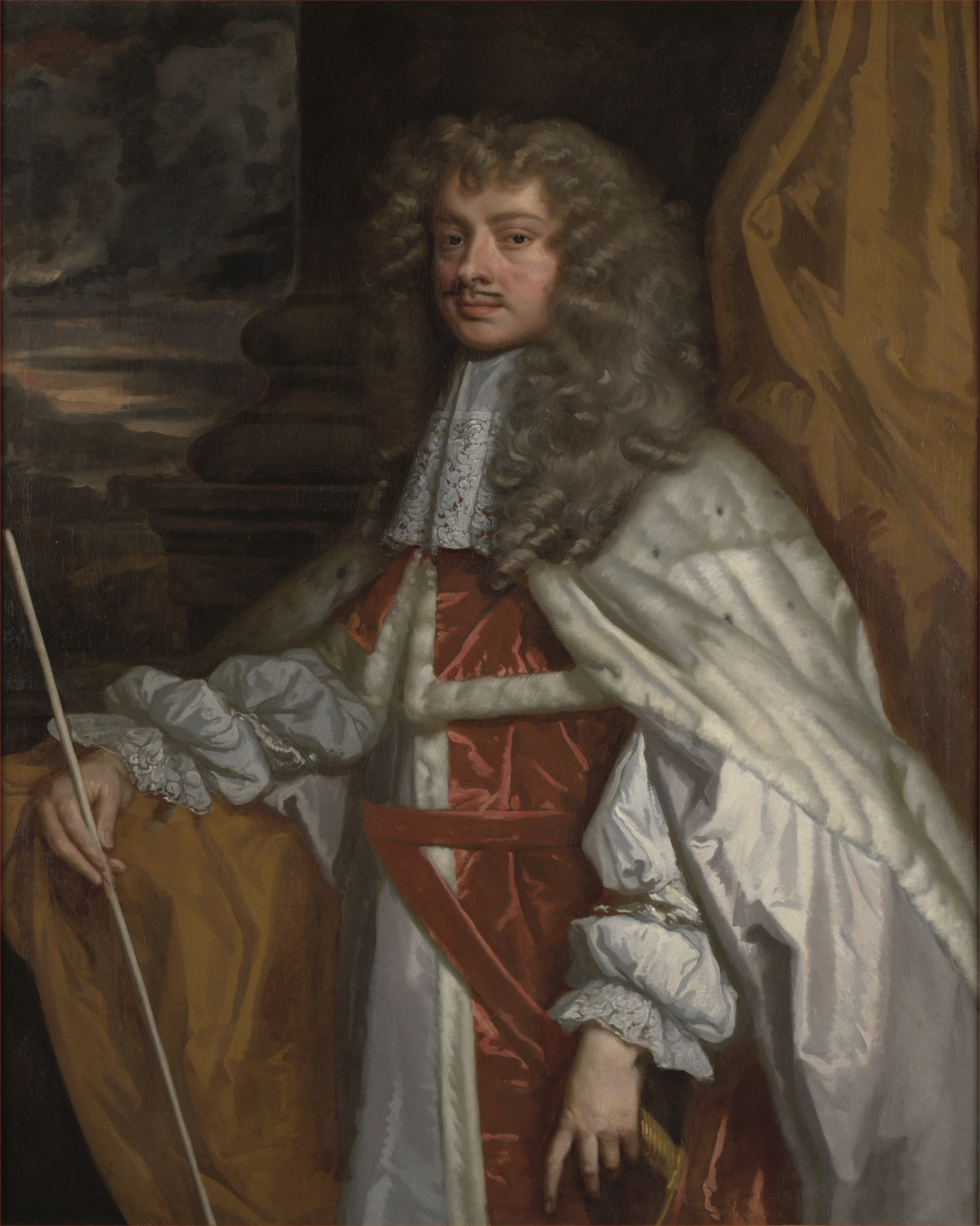
«1-й лорд Кліфорд», бл. 1672 р.
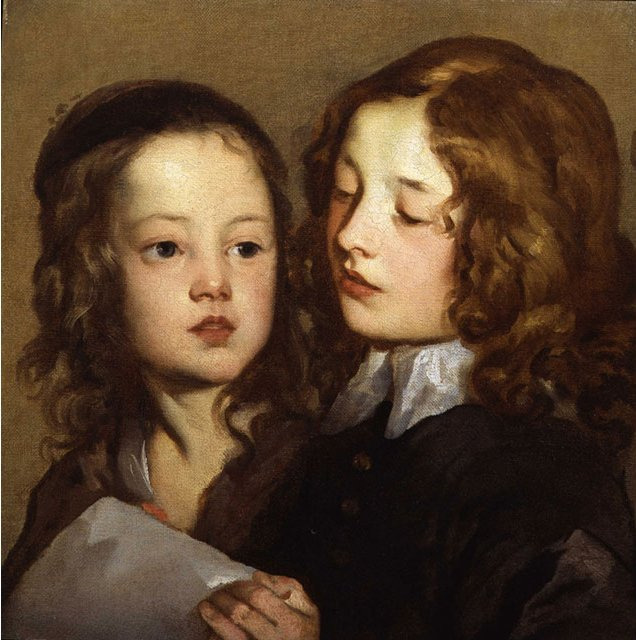
Штудія до портрета двох дітей
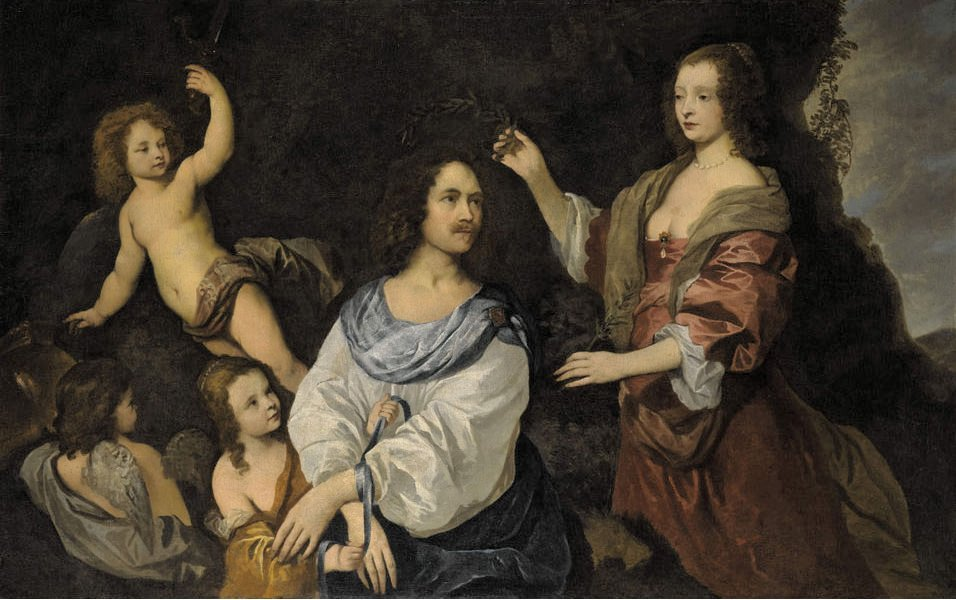
«Алегорія кохання з 1-м лордом Вільямом Клавеном та Елізабет Стюарт»
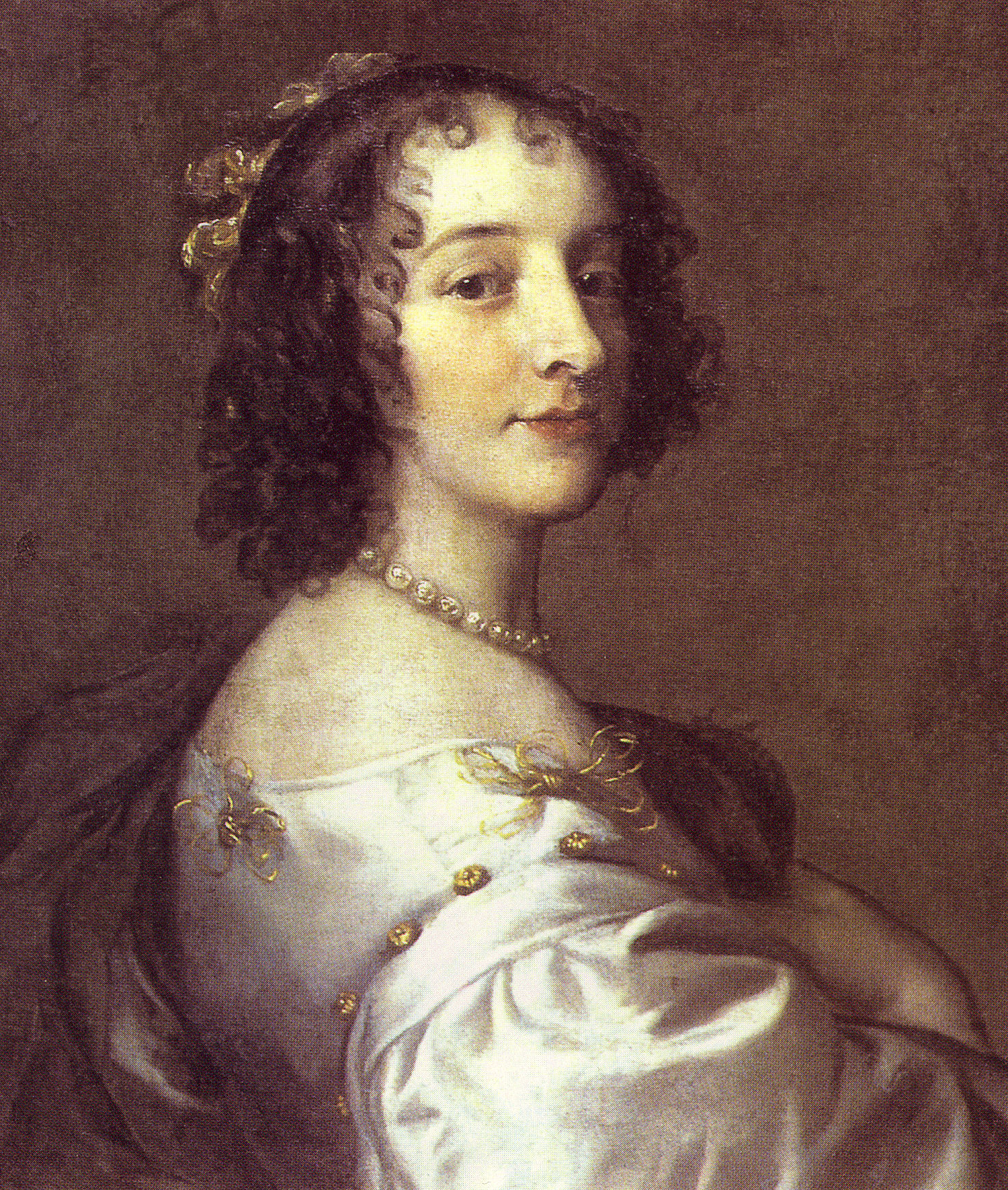
«Софі Пфальцька»
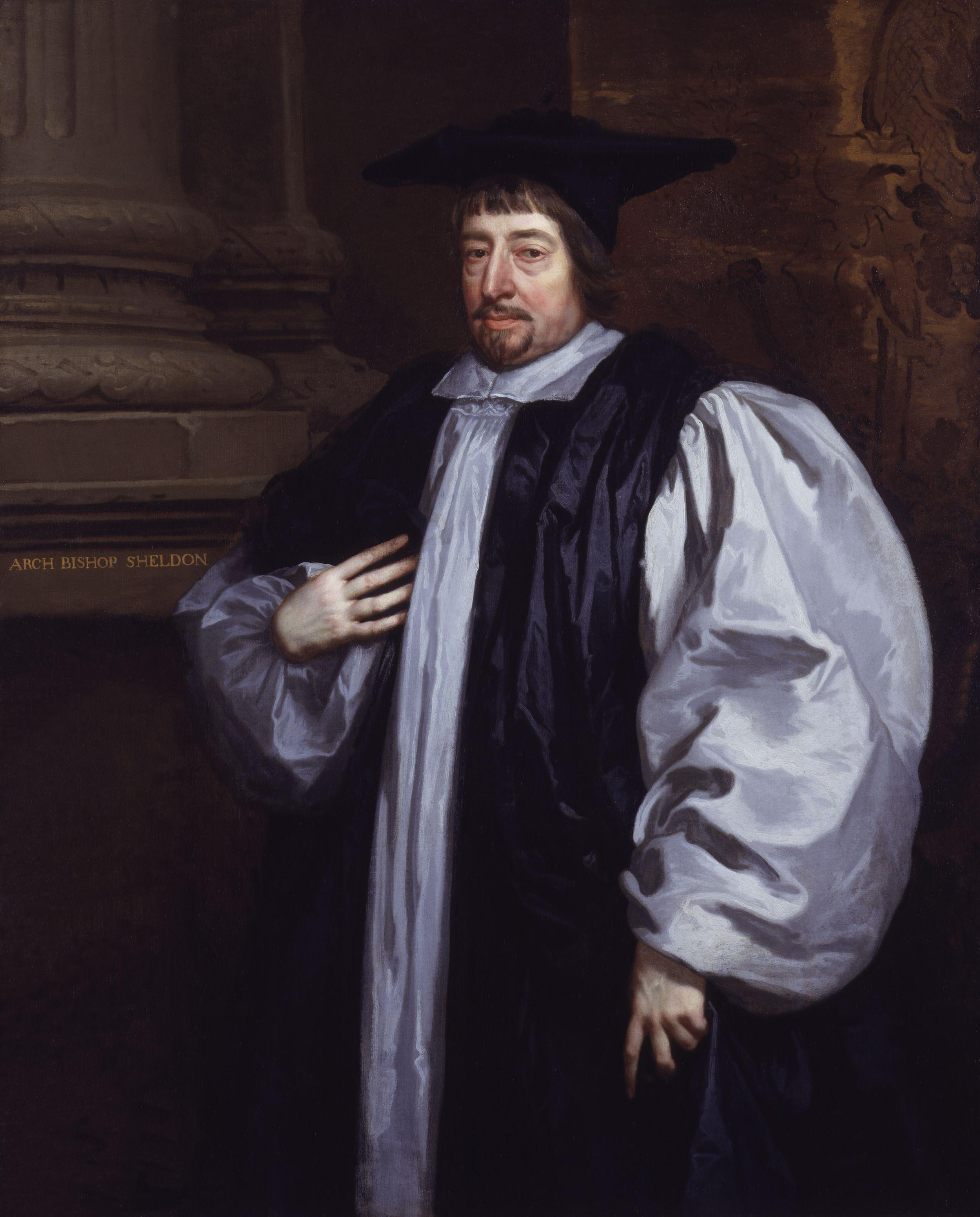
«Джилберт Шелдон»
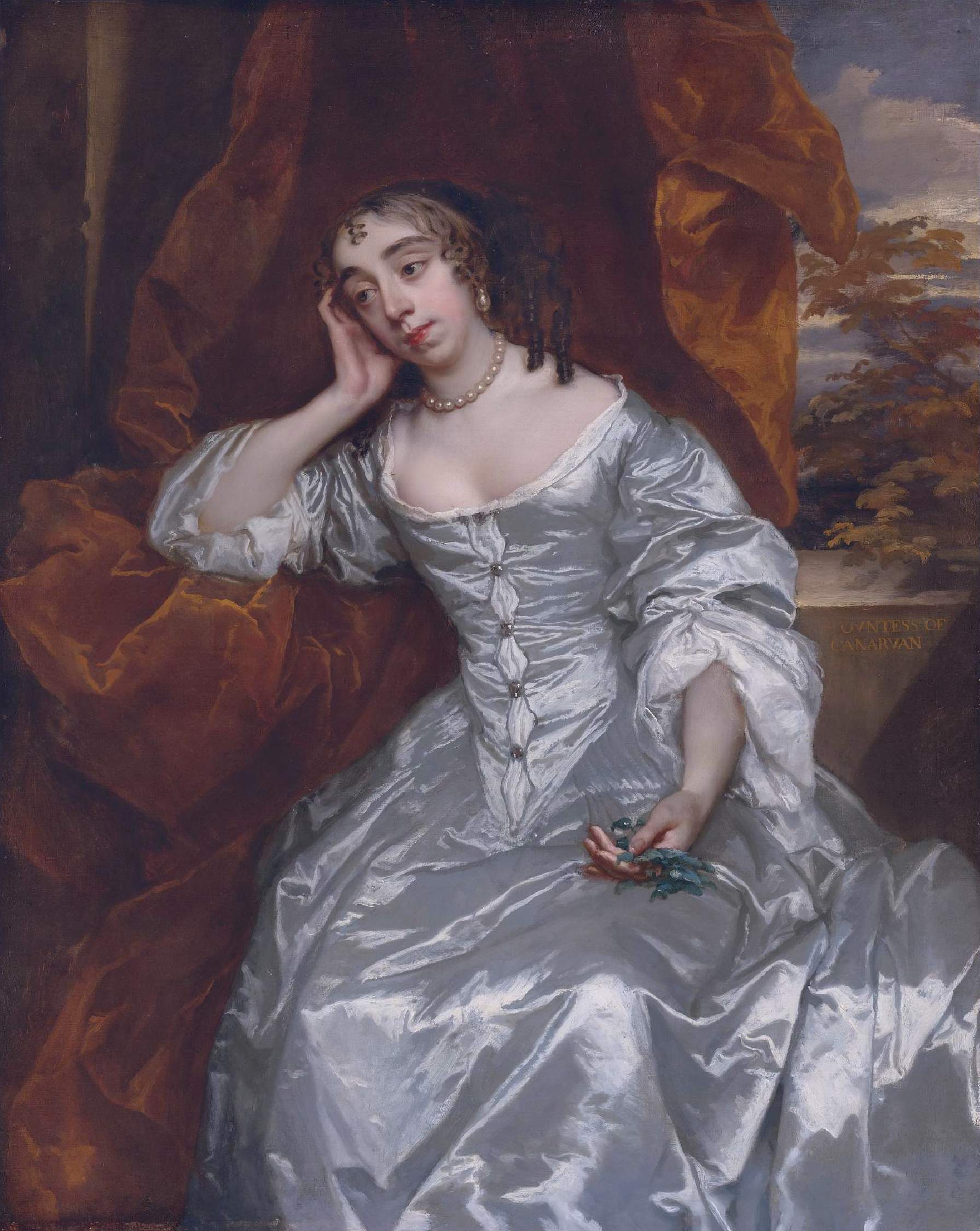
«Елізабет Капел, леді Карнарвон»
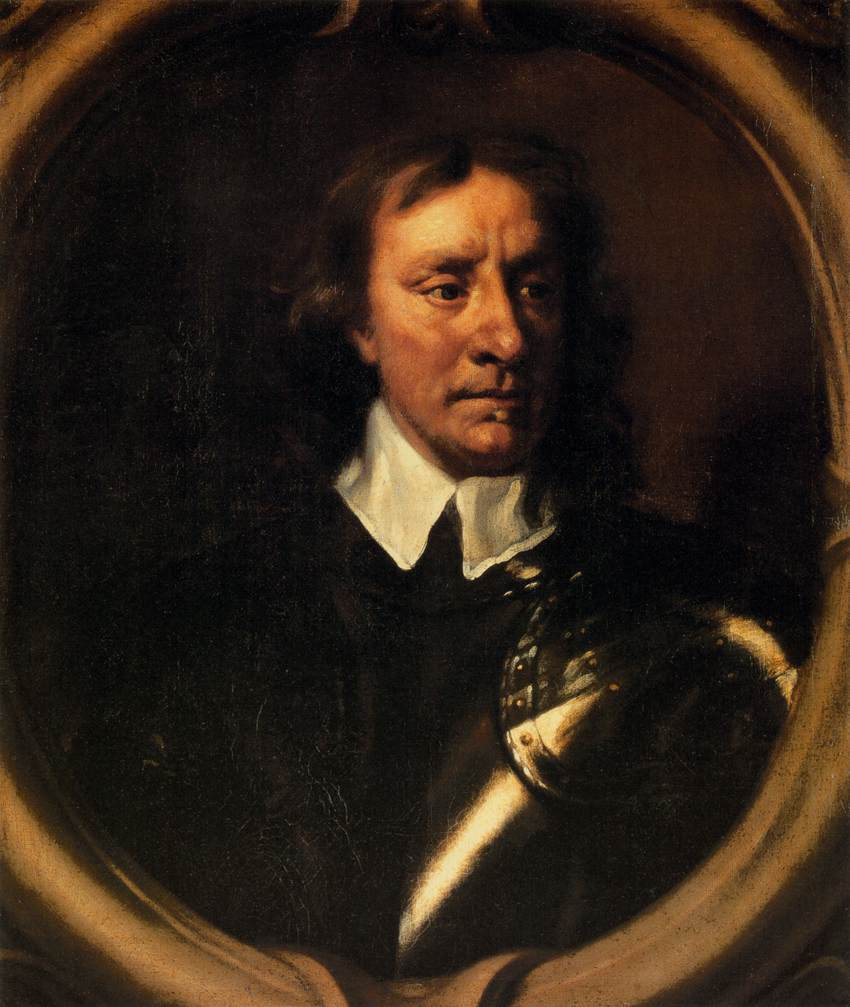
«Портрет Олівера Кромвеля»
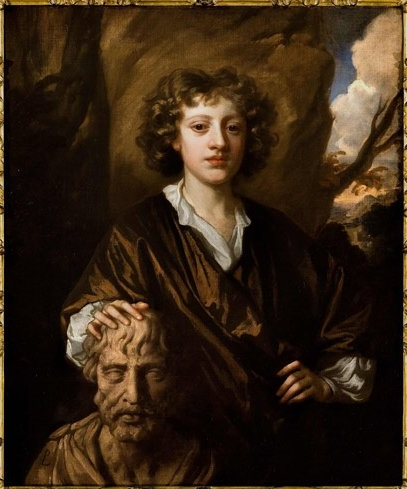
«Бартоломью Бел»